# Emil Meyer (Evangelist)
Robert Emil Meyer (* 26. März 1869 in Rheinbach; † 16. Oktober 1949 in Gelsenkirchen) war ein deutscher Prediger und Evangelist der pietistischen Gemeinschaftsbewegung, der eine bedeutsame Rolle bei der Entstehung der Pfingstbewegung in Deutschland spielte. Er betätigte sich auch als Schriftsteller und Verleger.

## Leben
Meyers Vater Eduard Julius Meyer (* 20. März 1825 in Prittag, Kreis Grünberg; † 7. November 1911) stammte aus Schlesien und war berittener Gendarm, seine Mutter Auguste Wilhelmine Radke (* 13. August 1838 in Polch) stammte aus dem Rheinland. Die Ehe der Eltern wurde am 27. Mai 1857 in Flamersheim geschlossen. Aus ihr gingen sieben Kinder hervor. Emil Meyer war das zweitjüngste.
Zwölf Jahre lang, von 1887 bis 1899, war Emil Meyer Soldat im Rheinland. Wo er stationiert war, ist unbekannt. 1892 hatte er, ausgelöst von Predigten, in Köln ein Erweckungserlebnis. Dadurch sei er in das Reich Gottes hineingekommen: „Gott rettete mich als Einzigen aus einer großen Familie heraus. Er rettete mich als jungen Soldaten aus einem Regiment Kameraden heraus.“
Im Herbst 1899 trat Meyer als Gast in die Evangelistenschule Johanneum in Barmen ein. Als sein Wohnort wurde damals Koblenz eingetragen, als sein Beruf „Zahlmeister-Aspirant“. Wohl kurz danach heiratete er die Nümbrechter Fabrikantentochter Ida Louise Geldmacher. Bereits ein Jahr später schloss er seine Zeit an der Evangelistenschule ab. Auch für die damalige Zeit war ein Schulaufenthalt von nur wenigen Monaten ungewöhnlich; vorgesehen war eine dreijährige Ausbildung. Meyer galt aber seit 1900 als einer der ausgesandten Brüder. In den ersten zehn Jahren nach dem Abschluss durften diese ohne Zustimmung der Leitung in Barmen keine neue Stellung annehmen. In einem Jahresbericht des Johanneums wird Meyer zu den Brüdern gerechnet, „die in Großstädten Gemeinschaftsarbeit“ ausüben.
Als Emil Meyer im September 1900 nach Hamburg berufen wurde, hatte die Christliche Gemeinschaft Hamburg, die er leiten sollte, bereits feste organisatorische Strukturen. Präses war Pastor Johannes Mau und Schriftführer Emil Koehn, der für den Hamburger CVJM eine wichtige Rolle spielte. Zu weiteren Vorstandsmitgliedern gehörte Pastor Paul Stritter, der seit 1899 als Direktor die Alsterdorfer Anstalten leitete. Für Frauen und Mädchen war Helene Beckmann zuständig, Baronin von Nettelbladt hatte den Vorsitz des Jungfrauen-Vereins inne. Die an die Gebäude und das Netzwerk am Alten Pferdemarkt und den CVJM angebundenen Gruppen und Personen bildeten eine Brücke zwischen den traditionellen kirchlichen Strukturen Hamburgs und den neuen Initiativen. Abendmahlsfeiern fanden nicht in den Hauptkirchen, sondern entweder in der Stiftskirche in St. Georg oder auf der Anscharhöhe statt.
Meyers Arbeit bezog sich zunächst auf drei Standorte: den Alten Pferdemarkt, die ursprüngliche Anbindung; die Norderstraße als bereits etablierter Sammelpunkt und als neues Missionsprojekt die Niedernstraße. Die Niedernstraße inmitten der Hamburger Altstadt gehörte zu den Gängevierteln, überbevölkerten Fachwerkhäusern, in denen die Bewohner unter prekären Bedingungen lebten. Alkoholismus, Arbeitslosigkeit, Gewalt und Prostitution kennzeichneten diese Straßenzüge. Paul Fleisch spricht von den „Verbrecherkellern der Niedernstraße“.
In einer kurzen autobiografischen Rückblende schrieb Meyer:
„Ich komme von Kind an aus kirchlichen Verhältnissen, wurde als Kind getauft und konfirmiert, bekehrte mich als junger Soldat zu Gott und fing gleich an, anderen das Heil anzubieten, arbeitete unter der Jugend, in der Blättermission, und richtete zuletzt in meiner eigenen Wohnung ein Soldatenheim ein, das ich fünf Jahre führte. Gott holte mich nach zwölf Jahren aus dem Militär; ich besuchte ein Jahr eine Evangelistenschule und bekam in mein Zeugnis hinein den Satz: ‚Er vertritt die Lehren der Kirche aus Ueberzeugung.‘ Als Leiter einer christlichen Gemeinschaft in Hamburg berufen, entwickelte sich sehr schnell eine Rettungsarbeit unter den Tiefstgefallenen, ‚die Strandmission in Hamburg‘. So arbeitete ich von 1900 bis 1905 im großen Segen, weit und breit anerkannt von dem Volke Gottes.“
In Hamburg lebte und arbeitete Meyer etwa zwanzig Jahre lang. In dem bereits bestehenden Geflecht miteinander oder auch nebeneinander arbeitenden christlichen Initiativen besetzte Emil Meyer ein eigenes Feld. Im 1903 von Friedrich Sauerlandt herausgegebenen Führer durch das kirchliche Hamburg wird auch die von Emil Meyer geleitete Christliche Gemeinschaft Hamburg erwähnt mit der Charakterisierung „Mission unter den Trinkern, Arbeits- und Obdachlosen in den Straßen, Höfen und Kneipen; auf dem Boden der Landeskirche stehend.“ Bei ihrem fünfwöchigen Einsatz in Hamburg 1903 lernte die Evangelistin Adeline Gräfin von Schimmelmann die Arbeit von Emil Meyer kennen und schätzen.
Sein Wirken als Evangelist in der Hamburger Strandmission wurde wohlwollend vom Vorstand des Johanneums begleitet. 1907 tauchte der erste Hinweis auf, dass Meyer der damals so bezeichneten Zungenbewegung zuneigte. 1910 erklärte die Schule, dass Meyer nicht mehr zum Johanneumsverband gehöre, „da er im Geiste der Pfingstbewegung und als Geschäftsmann arbeitet“.
Nachdem Meyer wesentlich dazu beigetragen hatte, die Pfingstbewegung in Deutschland zu beheimaten, wurde er auch aus dem wichtigsten Verband der Pfingstgemeinden ausgeschlossen. Von 1911 an galt er nicht mehr als Mitglied der Gemeinden, die sich im Zuge der Mülheimer Konferenzen zusammengeschlossen hatten.
Im Sommer 1913 unternahm Meyer eine Reise zu seinen Verwandten väterlicherseits in Schlesien und in der Provinz Posen. Er schrieb darüber an seine seit anderthalb Jahren verwitwete Mutter und seine Geschwister und teilte dabei eine besondere Begebenheit mit:
„Dann kam ich am 2. Juni nach Unruhstadt (Prov. Posen). Ich hatte gehört, daß dort eine Tochter von Hermann Meyer (uns. Onkel) wohnen soll. Ich fand sie dicht dabei, wo ich wohnte. Sie heißt Berta Meyer, 61 Jahre alt. Die Überraschung und Freude war groß, als ich mich ihr als Cousin vorstellte. Sie ist unverheiratet geblieben, war über 40 Jahre als Haushälterin bei einer Gutsfamilie, besitzt Denkkreuze & Broschen für 25, 30 o. 40 J. treue Dienste (letzteres in Gold von der Kaiserin). Wir haben viel miteinander geplaudert. U. a. erzählte sie, daß ihr Vater Hermann, als er auf der Wanderschaft gewesen, ohne es zu wissen, zu unserem Vater nach Jülich ins Haus gekommen sei, um zu betteln. Vater sei darüber gekommen, habe die Papiere verlangt und dann seinen eigenen Bruder gefunden. Recht nett, nicht wahr?“
In den 1920er Jahren verlegte Meyer seinen Wohnsitz in das südliche Schleswig-Holstein in die Nähe der Kleinstadt Kellinghusen. In dem zu Brokstedt gehörenden Ortsteil Rotensande wandte er sich anderen Schwerpunkten als in der Großstadt zu. Neben der schriftstellerischen Tätigkeit in einem eigenen Verlag widmete sich Meyer der Sorge für Kranke; das von ihm errichtete Missionshaus lud zu kurartigen Aufenthalten auf dem Lande ein. Das Ehepaar Meyer hatte zu diesem Zeitpunkt fünf teilweise schon erwachsene Kinder: Samuel (* 2. Januar 1902), Johannes (* 5. September 1903), Ruth (* 20. Januar 1905), Hanna (* 2. März 1908), Emanuel (* 10. April 1910); die am 4. Juni 1906 geborene Phoebe war bereits am 19. August 1906 in Hamburg verstorben.
Bei einer Evangelisation in Kassel Anfang der 1930er Jahre hörte der Journalist Karl Fix eine Predigt Meyers, durch dessen Schrift Aus Satans Bann er bereits zur Sündenerkenntnis gekommen war. Das anhaltende Gebet Meyers heilte ihn seelisch und körperlich. Nach seiner Bekehrung stellte sich Fix zunächst mit seiner schriftstellerischen Begabung in den Dienst Meyers und gründete dann 1934 die pfingstlich orientierte Volksmission entschiedener Christen.
Die Schwierigkeiten, die zum Scheitern aller Projekte Emil Meyers führten, begannen mit der nationalsozialistischen Machtergreifung. Das 1930 in Rotensande veröffentlichte Buch Aus Satans Bann wurde von den Nationalsozialisten indiziert, d. h. der Vertrieb wurde unter Strafe gestellt. Ein ganzes Bündel von weiteren Elementen verschärfte den Konflikt zwischen dem Evangelisten und den neuen Machthabern. Öffentlich propagierte Krankenheilungen durch Gebete waren nicht im Sinne des nationalsozialistischen Menschenbildes.
Ein weiterer Punkt, der die Konfrontation zuspitzte, waren Meyers Pläne, in Rotensande eine Siedlung mit mindestens 60 Häusern zu errichten. Dieses neue Dorf sollte den Namen „Allein mit Gott“ erhalten. Die erhaltenen Notizen und Zeichnungen sprechen von einem Ferienort mit einer Kapelle im Wald und Möglichkeiten zu Bootsfahrten auf der nahe gelegenen Stör. Auch Straßen für Autoverbindungen und damit die regionale und überregionale Anbindung waren vorgesehen.
Meyer ließ Werbebroschüren für die Siedlung drucken, die das Projekt bis in Einzelheiten genau vorstellen. Pläne der Umgebung und Fotos dokumentieren die Idylle. Zu dem Dorf sollten neben einem eigenen Konsum auch ein Schneider, ein Schuhmacher und ein Barbier gehören. Als Hauswart wurde der Hotelier Heinrich Burkert präsentiert. Auf Wunsch ständen „Zimmer mit Pension“ zur Verfügung. Ausdrücklich wurde darauf hingewiesen, dass „Kranke mit ansteckenden u. Geschlechtskrankheiten ... nicht aufgenommen“ würden.
Von 1934 an durfte Meyer keine seiner Arbeiten in Rotensande fortsetzen. Vermutlich weil die finanzielle Grundlage dadurch wegbrach, musste er im selben Jahr aus dem von ihm erbauten Haus ausziehen. Seine Frau und einige Kinder hatten bereits vorher Brokstedt verlassen. Wohin sie sich wendeten, ist nicht ermittelbar. Mit den verbliebenen Kindern zog er in ein kleines, stallartiges Gebäude auf der Hofstelle, das heute noch in veränderter Gestalt erhalten ist. Am 7. Januar 1941 verkaufte Meyer seinen Besitz in Rotensande; eventuell hielt er sich jedoch noch weiter dort auf, denn seine verlegerischen Tätigkeiten setzte er fort. 1945 lebte er definitiv in Rotensande. 1948 erschien das letzte nachweisbare Buch, das in Rotensande verlegt wurde. Meyer könnte allerdings auch die Verlagsrechte beibehalten haben, ohne selber noch am Ort zu wohnen. Die in Rotensande aufgewachsenen Kinder Meyers kamen in späteren Jahren gelegentlich vorbei, um sich den Ort ihrer Kindheit anzusehen und um Informationen über ihre Familie einzuholen.
Emil Meyer verstarb am 16. Oktober 1949 in Gelsenkirchen. Die näheren Umstände sind unbekannt. Eine der Mitarbeiterinnen seines Hamburger Missionsprojektes, Ernestine von Trott zu Solz, notiert in ihren Erinnerungen über die letzte Lebensphase Meyers:
„Er ist verfolgt worden und durch schwere Nöte gegangen im ‚Dritten Reich‘, weil er da nicht mitmachen konnte, und man ihn dann enteignete. Trotz seines hohen Alters ging er, nachdem er sich bei unseren Freunden erholt hatte, wieder auf eine Evangelisationsreise. Da hat der Herr ihn dann heimgerufen.“
Bei diesen Freunden handelte es sich nach ihren Angaben um Unterstützer des Landheims Salem (in der Nähe von Asendorf), die ihn aufnahmen und pflegten. Von daher ist anzunehmen, dass Meyer sich nach dem Ende des Zweiten Weltkrieges in Hamburg bzw. in der Nähe der Hansestadt aufhielt.

## Beurteilung
„Emil Meyer gehört zu den nicht wenigen Gestalten der evangelischen Erneuerungsbewegungen um 1900, die sich zu Einzelgängern mit einer ausgesprochen eigenwilligen Programmatik entwickelten. Zunächst in die wichtigsten Netzwerke von Gemeinschafts- und Heiligungsbewegung, den CVJM und die Pfingstler eingebunden, besetzte er in Hamburg ein sozial-diakonisches Feld, das in den wirtschaftlichen Nöten nach der Jahrhundertwende von keiner der vorhandenen kirchlichen und staatlichen bzw. städtischen Initiativen befriedigend bedient werden konnte. Seine Zuwendung zu Obdach- und Arbeitslosen sowie Alkoholikern und Prostituierten stieß in den ersten Jahren bei Gleichgesinnten auf positive Resonanz. Meyer scheint durchaus organisatorisches Geschick besessen zu haben, denn in kurzer Zeit gelang ihm die Einrichtung zahlreicher Projekte, in denen Frauen und Männer Unterkunft und Arbeit fanden. Von verschiedenen Seiten wurde ihm jedoch eine Unfähigkeit zur strukturellen und finanziellen Absicherung seiner Vorhaben attestiert. Seiner Herkunft aus dem Johanneum gemäß verstand Meyer sich als Prediger, Evangelist und Missionar, der vor allem Menschen zu einer Bekehrung bewegen wollte. Meyers Vorhaben und auch seine theologischen Präferenzen zeichnen sich durch kontinuierliche Veränderungen aus, so dass von einer Unstetigkeit seiner Person und seines Werkes gesprochen werden kann. Gleichwohl verfolgte er stets ähnliche Ziele – wenn auch in oftmals verändertem Zuschnitt.“

## Schriften
- Aus Satans Bann, Rotensande 1930 (http://d-nb.info/575107464), Barnstedt 2. Aufl. 1985 (http://d-nb.info/944689795)
- Das Lamm und die Lämmer, Rotensande 1931 (http://d-nb.info/575107499), Barnstedt 2. Aufl. 1980 (http://d-nb.info/94471904X)
- Fertig zur Entrückung! Von einem Mitgenossen an der Trübsal und an dem Reich und am geduldigen Erwarten der Offenbarung Jesu Christi, Rotensande 1934 (http://d-nb.info/575107472), Barnstedt 3. Aufl. 1978 (http://d-nb.info/944718981)
- Gesund geworden durch den Glauben Jesu Christi! Beweisführende Zeugnisse über Glaubensheilungen nach der hl. Schrift, Rotensande 1934 (http://d-nb.info/575107480), Barnstedt 4. Aufl. 1980 (http://d-nb.info/944719333)
- Alle Juden nach Ägypten, Rotensande 1939